# Bohatîr, Bahciîsarai
Bohatîr (în ucraineană Богатир) este un sat în comuna Zelene din raionul Bahciîsarai, Republica Autonomă Crimeea, Ucraina.

## Demografie
Componența lingvistică a localității Bohatîr
     Tătară crimeeană (50,53%)
     Rusă (42,02%)
     Ucraineană (6,91%)
Conform recensământului din 2001, majoritatea populației localității Bohatîr era vorbitoare de tătară crimeeană (50,53%), existând în minoritate și vorbitori de rusă (42,02%) și ucraineană (6,91%).